# An Ard
An Ard is een gehucht in de buurd van Charlestown op de oostelijke oever van Loch Gairloch in de buurt van Gairloch in de Schotse Hooglanden.